# Olympische Jugend-Winterspiele 2024/Teilnehmer (Italien)
| Gelbes Symbol für Goldmedaillen mit stilisierten Olympischen Ringen | Graues Symbol für Silbermedaillen mit stilisierten Olympischen Ringen | Braundes Symbol für Bronzemedaillen mit stilisierten Olympischen Ringen |
| ------------------------------------------------------------------- | --------------------------------------------------------------------- | ----------------------------------------------------------------------- |
| 11                                                                  | 3                                                                     | 4                                                                       |

Italien nahm an den Olympischen Jugend-Winterspielen 2024 in der südkoreanischen Provinz Gangwon mit 74 Athleten (32 Männer, 42 Frauen) teil.

## Medaillen

### Medaillenspiegel
| Rang   | Sportart              | Gold | Silber | Bronze | Gesamt |
| ------ | --------------------- | ---- | ------ | ------ | ------ |
| 1      | Rennrodeln            | 4    | 1      | 1      | 6      |
| 2      | Ski Alpin             | 2    | 1      | 1      | 4      |
| 3      | Biathlon              | 2    | —      | 1      | 3      |
| 4      | Freestyle-Skiing      | 2    | —      | —      | 2      |
| 5      | Skilanglauf           | 1    | —      | —      | 1      |
| 6      | Nordische Kombination | —    | 1      | 1      | 1      |
| Gesamt | Gesamt                | 11   | 3      | 4      | 18     |

### Medaillengewinner
| Name/n                                                                    | Sportart              | Wettkampf                                 |
| ------------------------------------------------------------------------- | --------------------- | ----------------------------------------- |
| Gold                                                                      |                       |                                           |
| Carlotta Gautero                                                          | Biathlon              | 6 km Sprint                               |
| Nayeli Mariotti Cavagnet Carlotta Gautero Hannes Bacher Michel Deval      | Biathlon              | Mixed Staffel (2 × 6 km + 2 × 7,5 km)     |
| Leon Haselrieder                                                          | Rennrodeln            | Einsitzer                                 |
| Philipp Brunner Manuel Weisensteiner                                      | Rennrodeln            | Doppelsitzer                              |
| Alexandra Oberstolz Katharina Sofie Kofler                                | Rennrodeln            | Doppelsitzer                              |
| Camilla Vanni                                                             | Ski Alpin             | Super-G                                   |
| Giorgia Collomb                                                           | Ski Alpin             | Riesenslalom                              |
| Leon Haselrieder Alexandra Oberstolz Philipp Brunner Manuel Weisensteiner | Rennrodeln            | Teamstaffel                               |
| Flora Tabanelli                                                           | Freestyle-Skiing      | Slopestyle                                |
| Flora Tabanelli                                                           | Freestyle-Skiing      | Big Air                                   |
| Federico Pozzi                                                            | Skilanglauf           | Sprint Freier Stil                        |
| Silber                                                                    |                       |                                           |
| Alexandra Oberstolz                                                       | Rennrodeln            | Einsitzer                                 |
| Giorgia Collomb                                                           | Ski Alpin             | Alpine Kombination                        |
| Manuel Senoner                                                            | Nordische Kombination | Gundersen Normalschanze / 6 km            |
| Bronze                                                                    |                       |                                           |
| Nayeli Mariotti Cavagnet                                                  | Biathlon              | 10 km Einzel                              |
| Philipp Brunner                                                           | Rennrodeln            | Einsitzer                                 |
| Giorgia Collomb                                                           | Ski Alpin             | Slalom                                    |
| Bryan Venturini Giada Delugan Anna Senoner Manuel Senoner                 | Nordische Kombination | Team Gundersen Normalschanze / 4 × 3,3 km |

## Teilnehmer nach Sportart

### Biathlon
| Athleten                                                             | Wettbewerbe                           | Zeit        | Fehler         | Rang   |
| -------------------------------------------------------------------- | ------------------------------------- | ----------- | -------------- | ------ |
| Frauen                                                               |                                       |             |                |        |
| Nayeli Mariotti Cavagnet                                             | 6 km Sprint                           | 21:16,3 min | 4 (3+1)        | 09     |
| Nayeli Mariotti Cavagnet                                             | 10 km Einzel                          | 38:23,0 min | 3 (0+1+1+1)    | Bronze |
| Carlotta Gautero                                                     | 6 km Sprint                           | 19:40,2 min | 1 (1+0)        | Gold   |
| Carlotta Gautero                                                     | 10 km Einzel                          | 39:11,8 min | 4 (0+1+1+2)    | 08     |
| Matilde Giordano                                                     | 6 km Sprint                           | 21:48,8 min | 5 (2+3)        | 15     |
| Matilde Giordano                                                     | 10 km Einzel                          | 38:40,0 min | 3 (2+0+1+0)    | 05     |
| Eva Hutter                                                           | 6 km Sprint                           | 23:03,1 min | 4 (2+2)        | 32     |
| Eva Hutter                                                           | 10 km Einzel                          | 44:34,3 min | 7 (3+1+1+2)    | 52     |
| Männer                                                               |                                       |             |                |        |
| Hannes Bacher                                                        | 7,5 km Sprint                         | 23:00,8 min | 6 (3+3)        | 14     |
| Hannes Bacher                                                        | 12,5 km Einzel                        | 43:59,1 min | 7 (2+3+1+1)    | 08     |
| Manuel Contoz                                                        | 7,5 km Sprint                         | 24:31,0 min | 5 (3+2)        | 46     |
| Manuel Contoz                                                        | 12,5 km Einzel                        | 46:25,5 min | 6 (2+3+1+0)    | 26     |
| Michel Deval                                                         | 7,5 km Sprint                         | 22:12,9 min | 0 (0+0)        | 06     |
| Michel Deval                                                         | 12,5 km Einzel                        | 46:50,2 min | 6 (1+3+1+1)    | 29     |
| Antonio Pertile                                                      | 7,5 km Sprint                         | 24:39,2 min | 4 (3+1)        | 52     |
| Antonio Pertile                                                      | 12,5 km Einzel                        | 50:48,1 min | 8 (1+0+2+5)    | 65     |
| Mixed                                                                |                                       |             |                |        |
| Nayeli Mariotti Cavagnet Hannes Bacher                               | Single-Mixed-Staffel (6 km + 7,5 km)  | 45:46,4 min | 3+14 (0+5 3+9) | 5      |
| Nayeli Mariotti Cavagnet Carlotta Gautero Hannes Bacher Michel Deval | Mixed-Staffel (2 × 6 km + 2 × 7,5 km) | 1:15:12,4 h | 3+11 (1+4 2+7) | Gold   |

### Curling
| Wettbewerb             | Mixed Team                                                                                         | Mixed Doppel                                                             |
| ---------------------- | -------------------------------------------------------------------------------------------------- | ------------------------------------------------------------------------ |
| Athleten               | Alberto Cavallero Andrea Gilli Rebecca Mariani Giorgia Maurino                                     | Vittoria Maioni Elia Nichelatti                                          |
| Vorrunde               | Kanada 8:3 Südkorea 6:5 Deutschland 7:5 Dänemark 3:7 Großbritannien 5:7 Brasilien 10.3 Schweiz 7:8 | Schweiz 2:7 Dänemark 3:13 Österreich 5:6 Deutschland 2:8 Kasachstan 2:10 |
| Viertelfinale          | ausgeschieden                                                                                      | ausgeschieden                                                            |
| Halbfinale             | ausgeschieden                                                                                      | ausgeschieden                                                            |
| Finale/Spiel um Bronze | ausgeschieden                                                                                      | ausgeschieden                                                            |
| Rang                   | 7                                                                                                  | 21                                                                       |

### Eishockey
| Wettbewerb      | 3×3 Frauen |
| --------------- | --- |
| Athleten        | Maddalena Bedont Caterina Bolech Olivia De Bortoli Aurora De Fanti Emily Innocenti Lucrezia La Sala Carlotta Mellare Sofia Moser Arianna Novati Eleonora Pisetta Giorgia Todesco Aurora Varesco Nicole Varesco |
| Vorrunde        | Türkei (5:3) China (3:4) Australien (15:4) Mexiko (11:3) Südkorea (5:6) Niederlande (0:27) Ungarn (1:11) |
| Halbfinale      | Ungarn (4:14) |
| Spiel um Bronze | China (7:8) |
| Rang            | 4 |

### Eiskunstlauf
| Athleten                | Wettbewerb | Kurzprogramm/-tanz | Kurzprogramm/-tanz | Kür/Kürtanz | Kür/Kürtanz | Gesamt  | Gesamt |
| Athleten                | Wettbewerb | Punkte             | Rang               | Punkte      | Rang        | Punkte  | Rang   |
| ----------------------- | ---------- | ------------------ | ------------------ | ----------- | ----------- | ------- | ------ |
| Männer                  |            |                    |                    |             |             |         |        |
| Raffaele Francesco Zich | Einzel     | 66,05              | 6                  | 123,797     | 7           | 1889,84 | 6      |
| Mixed                   |            |                    |                    |             |             |         |        |
| Pietro Rota Zoe Bianchi | Eistanz    | 41,50              | 10                 | 64,33       | 10          | 105,83  | 10     |

### Eisschnelllauf
| Athleten             | Wettbewerb | Zeit         | Rang |
| -------------------- | ---------- | ------------ | ---- |
| Frauen               |            |              |      |
| Giorgia Franceschini | 500 m      | 43,29 s      | 23   |
| Giorgia Franceschini | 1500 m     | 2:13,860 min | 18   |
| Noemi Libralesso     | 500 m      | 43,09 s      | 21   |
| Noemi Libralesso     | 1500 m     | 2:08,51 min  | 09   |
| Männer               |            |              |      |
| John Bernardi        | 500 m      | 38,52 s      | 15   |
| John Bernardi        | 1500 m     | 1:58,06 min  | 15   |
| Lorenzo Minari       | 500 m      | 37,92 s      | 13   |
| Lorenzo Minari       | 1500 m     | 1:55,75 min  | 09   |

| Athleten                        | Wettbewerb  | Halbfinale  | Halbfinale | Finale        | Finale        | Rang |
| Athleten                        | Wettbewerb  | Zeit        | Rang       | Zeit          | Rang          | Rang |
| ------------------------------- | ----------- | ----------- | ---------- | ------------- | ------------- | ---- |
| Frauen                          |             |             |            |               |               |      |
| Giorgia Franceschini            | Massenstart | 6:25,86 min | 4          | 6:01,79 min   | 14            | 14   |
| Noemi Libralesso                | Massenstart | 6:02,53 min | 7          | 5:55,84 min   | 9             | 9    |
| Männer                          |             |             |            |               |               |      |
| John Bernardi                   | Massenstart | 6:26,86 min | 6          | 5:31,79 min   | 10            | 10   |
| Lorenzo Minari                  | Massenstart | 5:36,52 min | 10         | ausgeschieden | ausgeschieden | 20   |
| Mixed                           |             |             |            |               |               |      |
| Lorenzo Minari Noemi Libralesso | Staffel     | 3:09,81 min | 5          | ausgeschieden | ausgeschieden | 5    |

### Freestyle-Skiing
| Athleten                  | Wettbewerbe         | Vorrunde | Viertelfinale | Halbfinale    | Finale/Kleines Finale | Rang |
| Athleten                  | Wettbewerbe         | Rang     | Rang          | Rang          | Rang                  | Rang |
| ------------------------- | ------------------- | -------- | ------------- | ------------- | --------------------- | ---- |
| Frauen                    |                     |          |               |               |                       |      |
| Desi Rizzoli              | Skicross            | 3        | —             | ausgeschieden | ausgeschieden         | 16   |
| Männer                    |                     |          |               |               |                       |      |
| Luis Lechner              | Skicross            | 5        | —             | ausgeschieden | ausgeschieden         | 10   |
| Francesco Saletti         | Skicross            | 10       | —             | ausgeschieden | ausgeschieden         | 20   |
| Mixed                     |                     |          |               |               |                       |      |
| Luis Lechner Desi Rizzoli | Mixed-Team Skicross | 3        | ausgeschieden | ausgeschieden | ausgeschieden         | 17   |

| Athleten           | Wettbewerb  | Gruppenphase | Gruppenphase | Halbfinale       | Halbfinale | Finale/Kleines Finale | Finale/Kleines Finale | Rang |
| Athleten           | Wettbewerb  | Punkte       | Rang         | Gegner           | Punkte     | Gegner                | Punkte                | Rang |
| ------------------ | ----------- | ------------ | ------------ | ---------------- | ---------- | --------------------- | --------------------- | ---- |
| Frauen             |             |              |              |                  |            |                       |                       |      |
| Manuela Passaretta | Dual Moguls | 11           | 3            | Elizabeth Lemley | 10         | Abby McLarnon         | 16                    | 4    |

| Athleten        | Wettbewerb | Qualifikation | Qualifikation | Finale | Finale | Rang |
| Athleten        | Wettbewerb | Punkte        | Rang          | Punkte | Rang   | Rang |
| --------------- | ---------- | ------------- | ------------- | ------ | ------ | ---- |
| Frauen          |            |               |               |        |        |      |
| Flora Tabanelli | Slopestyle | 91,00         | 1             | 90,50  | 1      | Gold |
| Flora Tabanelli | Big Air    | 89,50         | 1             | 180,00 | 1      | Gold |

### Nordische Kombination
| Athleten                                                  | Wettbewerb                                | Skispringen                  | Skispringen | Skispringen | Langlauf    | Langlauf | Rang   |
| Athleten                                                  | Wettbewerb                                | Weite                        | Punkte      | Rang        | Zeit        | Rang     | Rang   |
| --------------------------------------------------------- | ----------------------------------------- | ---------------------------- | ----------- | ----------- | ----------- | -------- | ------ |
| Frauen                                                    |                                           |                              |             |             |             |          |        |
| Giada Delugan                                             | Gundersen Normalschanze / 4 km            | 95,5 m                       | 103,3       | 10          | 12:16,6 min | 6        | 6      |
| Anna Senoner                                              | Gundersen Normalschanze / 4 km            | 94,5 m                       | 107,0       | 7           | 12:46,5 min | 10       | 10     |
| Männer                                                    |                                           |                              |             |             |             |          |        |
| Manuel Senoner                                            | Gundersen Normalschanze / 6 km            | 105,5 m                      | 132,2       | 4           | 13:47,4 min | 2        | Silber |
| Bryan Venturini                                           | Gundersen Normalschanze / 6 km            | 94,5 m                       | 107,4       | 15          | 15:43,2 min | 14       | 14     |
| Mixed                                                     |                                           |                              |             |             |             |          |        |
| Giada Delugan Bryan Venturini Manuel Senoner Anna Senoner | Team Gundersen Normalschanze / 4 × 3,3 km | 94,5 m 90,0 m 111,0 m 99,0 m | 433,4       | 3           | 34:32,4 min | 3        | Bronze |

### Rennrodeln
| Athleten                                                                    | Wettbewerb   | Lauf 1   | Lauf 1 | Lauf 2   | Lauf 2 | Gesamt       | Gesamt |
| Athleten                                                                    | Wettbewerb   | Zeit     | Rang   | Zeit     | Rang   | Zeit         | Rang   |
| --------------------------------------------------------------------------- | ------------ | -------- | ------ | -------- | ------ | ------------ | ------ |
| Frauen                                                                      |              |          |        |          |        |              |        |
| Alexandra Oberstolz                                                         | Einsitzer    | 48,205 s | 2      | 48,121 s | 2      | 1:36,326 min | Silber |
| Katharina Sofie Kofler                                                      | Einsitzer    | 48,971 s | 9      | 49,785 s | 17     | 1:38,756 min | 15     |
| Alexandra Oberstolz Katharina Sofie Kofler                                  | Doppelsitzer | 47,975 s | 1      | 48,496 s | 1      | 1:36,471 min | Gold   |
| Männer                                                                      |              |          |        |          |        |              |        |
| Leon Haselrieder                                                            | Einsitzer    | 46,294 s | 2      | 46,062 s | 1      | 1:32,356 min | Gold   |
| Philipp Brunner                                                             | Einsitzer    | 46,653 s | 3      | 46,588 s | 3      | 1:33,241 min | Bronze |
| Philipp Brunner Manuel Weisensteiner                                        | Doppelsitzer | 46,951 s | 1      | 47,332 s | 2      | 1:34,283 min | Gold   |
| Mixed                                                                       |              |          |        |          |        |              |        |
| Leon Haselrieder Alexandra Oberstolz Philipp Brunner / Manuel Weisensteiner | Teamstaffel  | —        | —      | —        | —      | 2:29,470 min | Gold   |

### Shorttrack
| Athleten                   | Wettbewerb | Vorläufe     | Vorläufe | Viertelfinale | Viertelfinale | Halbfinale    | Halbfinale    | Finale A/B             | Finale A/B    | Rang |
| Athleten                   | Wettbewerb | Zeit         | Rang     | Zeit          | Rang          | Zeit          | Rang          | Zeit                   | Rang          | Rang |
| -------------------------- | ---------- | ------------ | -------- | ------------- | ------------- | ------------- | ------------- | ---------------------- | ------------- | ---- |
| Frauen                     |            |              |          |               |               |               |               |                        |               |      |
| Sara Martinelli            | 500 m      | 47,074 s     | 3        | ausgeschieden | ausgeschieden | ausgeschieden | ausgeschieden | ausgeschieden          | ausgeschieden | 22   |
| Sara Martinelli            | 1000 m     | 1:38,426 min | 3        | ausgeschieden | ausgeschieden | ausgeschieden | ausgeschieden | ausgeschieden          | ausgeschieden | 22   |
| Sara Martinelli            | 1500 m     | —            | —        | 2:27,789 min  | 4             | 2:34,007 min  | 7             | ausgeschieden          | ausgeschieden | 19   |
| Sara Merazzi               | 500 m      | 46,919 s     | 3        | ausgeschieden | ausgeschieden | ausgeschieden | ausgeschieden | ausgeschieden          | ausgeschieden | 21   |
| Sara Merazzi               | 1000 m     | 1:40,850 min | 2        | 1:35,603 min  | 5             | ausgeschieden | ausgeschieden | ausgeschieden          | ausgeschieden | 18   |
| Sara Merazzi               | 1500 m     | —            | —        | 2:42,755 min  | 4             | ausgeschieden | ausgeschieden | ausgeschieden          | ausgeschieden | 23   |
| Männer                     |            |              |          |               |               |               |               |                        |               |      |
| Aaron Van Quang Pietrobono | 500 m      | 42,629 s     | 3        | 42,667 s      | 4             | ausgeschieden | ausgeschieden | ausgeschieden          | ausgeschieden | 15   |
| Aaron Van Quang Pietrobono | 1000 m     | 1:34,495 min | 3        | ausgeschieden | ausgeschieden | ausgeschieden | ausgeschieden | ausgeschieden          | ausgeschieden | 24   |
| Aaron Van Quang Pietrobono | 1500 m     | —            | —        | 2:33,358 min  | 3             | 2:36,894 min  | 6             | ausgeschieden          | ausgeschieden | 18   |
| Daniele Zampedri           | 500 m      | 42,790 s     | 2        | 42,350 s      | 2             | 42,513 s      | 5             | B-Finale: 41,831 s     | 1             | 6    |
| Daniele Zampedri           | 1000 m     | 1:33,547 min | 2        | 1:27,753 min  | 4             | ausgeschieden | ausgeschieden | ausgeschieden          | ausgeschieden | 14   |
| Daniele Zampedri           | 1500 m     | —            | —        | 2:21,057 min  | 3             | 2:24,305 min  | 5             | B-Finale: 2:41,355 min | 1             | 8    |

### Ski Alpin
| Athleten          | Wettbewerb         | Lauf 1  | Lauf 1 | Lauf 2  | Lauf 2 | Gesamt      | Gesamt |
| Athleten          | Wettbewerb         | Zeit    | Rang   | Zeit    | Rang   | Zeit        | Rang   |
| ----------------- | ------------------ | ------- | ------ | ------- | ------ | ----------- | ------ |
| Frauen            |                    |         |        |         |        |             |        |
| Giorgia Collomb   | Super-G            | —       | —      | —       | —      | 54,22 s     | 6      |
| Giorgia Collomb   | Alpine Kombination | 57,41 s | 13     | 50,85 s | 1      | 1:48,36 min | Silber |
| Giorgia Collomb   | Riesenslalom       | 48,42 s | 1      | 52,68 s | 2      | 1:41,10 min | Gold   |
| Giorgia Collomb   | Slalom             | 49,89 s | 3      | 48,57 s | 4      | 1:38,46 min | Bronze |
| Camilla Vanni     | Super-G            | —       | —      | —       | —      | 53,54 s     | Gold   |
| Camilla Vanni     | Alpine Kombination | 56,61 s | 5      | 53,46 s | 16     | 1:50,07 min | 8      |
| Camilla Vanni     | Riesenslalom       | 48,88 s | 3      | DNF     | DNF    | DNF         | DNF    |
| Camilla Vanni     | Slalom             | 52,20 s | 18     | DNF     | DNF    | DNF         | DNF    |
| Rita Granruaz     | Super-G            | —       | —      | —       | —      | DNF         | DNF    |
| Rita Granruaz     | Alpine Kombination | DNF     | DNF    | DNF     | DNF    | DNF         | DNF    |
| Rita Granruaz     | Riesenslalom       | 49,05 s | 5      | 53,58 s | 8      | 1:42,63 min | 6      |
| Rita Granruaz     | Slalom             | 52,17 s | 17     | 49,34 s | 13     | 1:41,51 min | 13     |
| Männer            |                    |         |        |         |        |             |        |
| Jonas Feichter    | Super-G            | —       | —      | —       | —      | 55,21 s     | 12     |
| Jonas Feichter    | Alpine Kombination | 55,24 s | 10     | DNF     | DNF    | DNF         | DNF    |
| Jonas Feichter    | Riesenslalom       | 49,95 s | 9      | 46,16 s | 6      | 1:36,11 min | 6      |
| Jonas Feichter    | Slalom             | 47,20 s | 5      | DNF     | DNF    | DNF         | DNF    |
| Pietro Scesa      | Super-G            | —       | —      | —       | —      | 56,09 s     | 24     |
| Pietro Scesa      | Alpine Kombination | 56,72 s | 31     | DNF     | DNF    | DNF         | DNF    |
| Pietro Scesa      | Riesenslalom       | DNF     | DNF    | DNF     | DNF    | DNF         | DNF    |
| Pietro Scesa      | Slalom             | 48,26 s | 11     | 53,02 s | 10     | 1:41,28 min | 8      |
| Edoardo Simonelli | Super-G            | —       | —      | —       | —      | 55,57 s     | 18     |
| Edoardo Simonelli | Alpine Kombination | 55,85 s | 18     | 56,26 s | 16     | 1:52,11 min | 17     |
| Edoardo Simonelli | Riesenslalom       | 49,93 s | 8      | DNF     | DNF    | DNF         | DNF    |
| Edoardo Simonelli | Slalom             | 48,33 s | 14     | 52,66 s | 6      | 1:40,89 min | 7      |

| Athleten                   | Wettbewerbe | Achtelfinale | Achtelfinale | Viertelfinale | Viertelfinale | Halbfinale    | Halbfinale    | Finale/Platz 3 | Finale/Platz 3 | Rang |
| Athleten                   | Wettbewerbe | Gegner       | Punkte       | Gegner        | Punkte        | Gegner        | Punkte        | Gegner         | Punkte         | Rang |
| -------------------------- | ----------- | ------------ | ------------ | ------------- | ------------- | ------------- | ------------- | -------------- | -------------- | ---- |
| Mixed                      |             |              |              |               |               |               |               |                |                |      |
| Camilla Vanni Pietro Scesa | Mannschaft  | ARG          | 3:1          | USA           | 2:2 1         | ausgeschieden | ausgeschieden | ausgeschieden  | ausgeschieden  | 6    |

### Skilanglauf
| Athleten                                                     | Wettbewerb       | Zeit        | Rang |
| ------------------------------------------------------------ | ---------------- | ----------- | ---- |
| Frauen                                                       |                  |             |      |
| Vanessa Cagnati                                              | 7,5 km klassisch | 23:26,5 min | 18   |
| Stella Giacomelli                                            | 7,5 km klassisch | 24:41,1 min | 31   |
| Marie Schwitzer                                              | 7,5 km klassisch | 22:45,3 min | 07   |
| Männer                                                       |                  |             |      |
| Niccolò Giovanni Bianchi                                     | 7,5 km klassisch | 20:48,9 min | 19   |
| Marco Pinzani                                                | 7,5 km klassisch | 20:22,4 min | 09   |
| Federico Pozzi                                               | 7,5 km klassisch | 20:23,0 min | 10   |
| Mixed                                                        |                  |             |      |
| Marie Schwitzer Marco Pinzani Vanessa Cagnati Federico Pozzi | 4 × 5 km Staffel | 54:29,4 min | 7    |

| Athleten                 | Wettbewerb      | Qualifikation | Qualifikation | Viertelfinale | Viertelfinale | Halbfinale    | Halbfinale    | Finale        | Finale        | Rang |
| Athleten                 | Wettbewerb      | Zeit          | Rang          | Zeit          | Rang          | Zeit          | Rang          | Zeit          | Rang          | Rang |
| ------------------------ | --------------- | ------------- | ------------- | ------------- | ------------- | ------------- | ------------- | ------------- | ------------- | ---- |
| Frauen                   |                 |               |               |               |               |               |               |               |               |      |
| Marie Schwitzer          | Sprint Freistil | 3:40,94 min   | 19            | 3:37,59 min   | 3             | 3:43,93 min   | 5             | ausgeschieden | ausgeschieden | 10   |
| Vanessa Cagnati          | Sprint Freistil | 3:48,51 min   | 29            | 3:38,74 min   | 5             | ausgeschieden | ausgeschieden | ausgeschieden | ausgeschieden | 25   |
| Stella Giacomelli        | Sprint Freistil | 3:54,33 min   | 39            | ausgeschieden | ausgeschieden | ausgeschieden | ausgeschieden | ausgeschieden | ausgeschieden | 39   |
| Männer                   |                 |               |               |               |               |               |               |               |               |      |
| Federico Pozzi           | Sprint Freistil | 3:04,43 min   | 02            | 3:04,48 min   | 2             | 3:09,64 min   | 2             | 3:16,27 min   | 1             | Gold |
| Marco Pinzani            | Sprint Freistil | 3:08,93 min   | 15            | 3:10,67 min   | 2             | 3:10,15 min   | 5             | ausgeschieden | ausgeschieden | 10   |
| Niccolò Giovanni Bianchi | Sprint Freistil | 3:09,66 min   | 19            | 3:05,95 min   | 4             | ausgeschieden | ausgeschieden | ausgeschieden | ausgeschieden | 17   |

### Skispringen
| Athleten                                                               | Wettbewerb               | 1. Durchgang              | 1. Durchgang | 1. Durchgang | 2. Durchgang              | 2. Durchgang | 2. Durchgang | Gesamt | Gesamt |
| Athleten                                                               | Wettbewerb               | Weite                     | Punkte       | Rang         | Weite                     | Punkte       | Rang         | Punkte | Rang   |
| ---------------------------------------------------------------------- | ------------------------ | ------------------------- | ------------ | ------------ | ------------------------- | ------------ | ------------ | ------ | ------ |
| Frauen                                                                 |                          |                           |              |              |                           |              |              |        |        |
| Camilla Henni Commazi                                                  | Normalschanze            | 70,5 m                    | 40,0         | 22           | 86,0 m                    | 68,6         | 15           | 108,6  | 19     |
| Noelia Vuerich                                                         | Normalschanze            | 87,5 m                    | 69,4         | 15           | 81,5 m                    | 57,4         | 18           | 126,8  | 17     |
| Männer                                                                 |                          |                           |              |              |                           |              |              |        |        |
| Maximilian Gartner                                                     | Normalschanze            | 96,0 m                    | 88,4         | 13           | 91,5 m                    | 82,1         | 16           | 170,5  | 14     |
| Martino Zambenedetti                                                   | Normalschanze            | 83,0 m                    | 67,1         | 25           | 86,5                      | 71,6         | 20           | 138,7  | 22     |
| Mixed                                                                  |                          |                           |              |              |                           |              |              |        |        |
| Camilla Commazi Martino Zambenedetti Noelia Vuerich Maximilian Gartner | Normalschanze Mannschaft | 94,5 m 99,5 m 81,5 m 88,5 | 335,6        | 7            | 84,0 m 87,5 m 92,0 m 96,0 | 354,3        | 6            | 689,9  | 6      |

### Snowboard
| Athleten                            | Wettbewerbe               | Vorrunde | Viertelfinale | Halbfinale    | Finale/Kleines Finale | Rang |
| Athleten                            | Wettbewerbe               | Rang     | Rang          | Rang          | Rang                  | Rang |
| ----------------------------------- | ------------------------- | -------- | ------------- | ------------- | --------------------- | ---- |
| Frauen                              |                           |          |               |               |                       |      |
| Lisa Francesia Boirai               | Snowboardcross            | 6        | —             | ausgeschieden | ausgeschieden         | 12   |
| Aurora Drolma Dusi                  | Snowboardcross            | 8        | —             | ausgeschieden | ausgeschieden         | 16   |
| Männer                              |                           |          |               |               |                       |      |
| Federico Casi                       | Snowboardcross            | 5        | —             | ausgeschieden | ausgeschieden         | 9    |
| Tommaso Costa                       | Snowboardcross            | 6        | —             | ausgeschieden | ausgeschieden         | 12   |
| Mixed                               |                           |          |               |               |                       |      |
| Federico Casi Lisa Francesia Boirai | Mixed-Team Snowboardcross | 1        | 1             | 3             | Kleines Finale: 4     | 8    |
| Tommaso Costa Aurora Drolma Dusi    | Mixed-Team Snowboardcross | Freilos  | 3             | ausgeschieden | ausgeschieden         | 10   |

| Athleten         | Wettbewerb | Qualifikation | Qualifikation | Finale        | Finale        | Rang |
| Athleten         | Wettbewerb | Punkte        | Rang          | Punkte        | Rang          | Rang |
| ---------------- | ---------- | ------------- | ------------- | ------------- | ------------- | ---- |
| Männer           |            |               |               |               |               |      |
| Marcello Grassis | Slopestyle | 26,25         | 18            | ausgeschieden | ausgeschieden | 18   |
| Marcello Grassis | Big Air    | 68,00         | 11            | ausgeschieden | ausgeschieden | 11   |
| Felix Fulterer   | Slopestyle | 41,00         | 11            | ausgeschieden | ausgeschieden | 11   |
| Felix Fulterer   | Big Air    | 25,50         | 19            | ausgeschieden | ausgeschieden | 19   |